# Hvannasund
Hvannasund (IPA: [ˈkvanːasʊnd], danska: Kvannesund) är en ort på Färöarna, belägen på ön Viðoys sydkust - mittemot orten Norðdepil på Borðoy. Hvannasund är administrativt centrum för Hvannasunds kommun och hade vid folkräkningen 2015 totalt 227 invånare.
Hvannasund har sedan 1963 haft förbindelse med Norðdepil via en vägdämning, och förbindelse med Klaksvík via två tunnlar sedan 1967. Färjeförbindelsen med öarna Fugloy och Svínoy gör också Hvannasund trafikmässigt viktig för regionen Norðoyar.

## Historia
Hvannasund omnämndes för första gången i skrift 1584. Byn har fått sitt namn efter sundet mellan Viðoy och Borðoy, som bär samma namn. Grannbyn Norðdepil grundlades först 1866 av Poul Sivar Sivertsen, en utflyttare från Hvannasund. 1619 strandade ett skotskt smugglarskepp vid Hvannasund, och ägaren sålde vraket till byns fyra bönder för 144 kilogram fjädrar och 230 par byxor. 1702 blev sju män från SS "Island" från Köpenhamn bärgade av en båt från Hvannasund efter att "Island" förlist norr om öarna. Bygden själv har drabbats av två större förlisningar: 23 januari 1918 sjönk en båt fullastad med fisk, och en av de sex ombord omkom. 7 november 1946 kantrades en båt av en kastvind, och tre av de fyra ombord omkom. 1893 förorsakade ett våldsamt regnoväder en ravin vid Hvannasund. Omkring halva byns mark ödelades och många hus skadades. Inga invånare skadades.
Hvannasund har, som de flesta orterna på Färöarna, gått från att ha varit ett gammalt bondesamfund till att bli ett mer modernt fiske- och industrisamhälle. Hvannasund har utpekat sig som en bra utgångspunkt för en trygg fiskehamn, och 1963 startade ett modernt processeringsföretag upp sin verksamhet. Idag omfattar nästan hela näringslivet i orten kust- och havsfiske och relaterade verksamheter.
Den första skolan i närområdet uppfördes i Norðdepil 1895, och barnen från Hvannasund roddes över i båtar förbi sundet. En egen skola i Hvannasund byggdes 1932 och fungerar idag som rådhus. 1985 invigdes den nya skolan i Fossánes, och här går idag alla elever i kommunen till och med det sjunde skolåret. Därefter fortsätts studierna i Klaksvík.
Dagens Hvannasunds kyrka invigdes 1949. 1969 besöktes orten av kungaparet Frederik IX och Ingrid som ankom med Kungaskeppet Dannebrog.
En plötslig våg träffade Hvannasund den 26 maj 2008, en våg som var mellan 2,5 och 3 meter hög. Ett par dagar efteråt bekräftades det att det var en tsunami som träffat byn. Ingen människa kom till skada och det blev inte heller några materiella skador.

## Befolkningsutveckling
| Befolkningsutvecklingen i Hvannasund 1985–2015 | Befolkningsutvecklingen i Hvannasund 1985–2015 | Befolkningsutvecklingen i Hvannasund 1985–2015 | Befolkningsutvecklingen i Hvannasund 1985–2015 | Befolkningsutvecklingen i Hvannasund 1985–2015 |
| ---------------------------------------------- | ---------------------------------------------- | ---------------------------------------------- | ---------------------------------------------- | ---------------------------------------------- |
|                                                |                                                |                                                |                                                |                                                |
| År                                             |                                                |                                                | Folkmängd                                      |                                                |
| 1985                                           | 1985                                           |                                                | 236                                            |                                                |
| 1990                                           | 1990                                           |                                                | 279                                            |                                                |
| 1995                                           | 1995                                           |                                                | 268                                            |                                                |
| 2000                                           | 2000                                           |                                                | 278                                            |                                                |
| 2005                                           | 2005                                           |                                                | 268                                            |                                                |
| 2010                                           | 2010                                           |                                                | 248                                            |                                                |
| 2015                                           | 2015                                           |                                                | 227                                            |                                                |
|                                                |                                                |                                                |                                                |                                                |